# DL이앤씨
DL E&C 주식회사(옛 대림산업 건설사업부)는 대한민국에 본사를 둔, DL그룹 소속 종합건설업체다. 2021년 1월 DL그룹(옛 대림그룹)이 지주회사(DL) 체제로 전환하면서, 분할 설립됐다. 본사는 서울특별시 종로구 통일로 134 D타워 (평동)에 위치에 있다. 국토교통부가 발표한 2020년 시공능력평가 결과, 토건 시평액이 11조 1,639억 원으로 3위를 기록했다.

## 개요
2021년 1월 1일 지주사 체제로 공식 출범한 대림이 그룹 명칭을 'DL(디엘)'로 변경했다. 대림산업은 지주회사와 건설사, 석유화학회사로 분할됐다. 신설된 지주회사 사명은 DL(디엘)이다. 대림산업 건설사업부는 디엘이앤씨(DL E&C), 석유화학사업부는 디엘케미칼(DL Chemical)로 분할됐다.
DL이앤씨는 1939년 설립되었으며, 한국 건설 산업을 선도하는 기업으로 총 14개의 회사로 이루어진 DL그룹의 모기업이다. DL이앤씨는 건축, 토목, 플랜트 등 건설 분야와 석유화학 분야 등 다양한 서비스와 제품을 공급하고 있다. DL이앤씨는 창립 이래, 경부고속도로, 국회의사당, 잠실올림픽 주경기장 등 대한민국 대표 건축물을 건설하였다. 또한 1966년 베트남에 최초로 진출한 이래, 세계 각지에서 건축, 토목, 플랜트 분야에서 다양한 프로젝트를 수행하고 있다. 주택분야에서는 ‘e편한세상’, ‘ACRO’ 브랜드를 사용하고 있다.

## 사업 분야
건축, 주택, 토목, 플랜트, 석유화학

### 주요 교량
- 춘천대교
- 서해대교
- 인천대교
- 이순신대교
- 거가대교
- 틈부롱 대교 - 브루나이에 건설된 동남아시아 지역에서 가장 긴 다리

- 서해대교
- 인천대교
- 거가대교

## 사고
- 남해 창선교 붕괴사고 : 1975년 처음 공사를 수주해 1,2차년도 진입도로공사와 교각일부를 시공했다.그 후 1992. 7. 30. 오후 5시 20분경 남해군 창선면,삼동면을 연결하는 4번,5번 교각이 무너지면서 붕괴하여 인명피해 4명中(사망자: 2명),막대한 재산피해와 약 2,000대/일대 교통량(남해군 삼동면 동도서인 창선면을 연결)을 두절시키는 결과를 가져왔다

## 건설사 시공능력평가
국토교통부 건설사 시공능력평가액은 다음과 같다.
| 연도 | 평가액(원)   | 순위 |
| ---- | ------------ | ---- |
| 2015 | 6조 9455억   | 6    |
| 2016 | 8조 763억    | 5    |
| 2017 | 8조 2835억   | 4    |
| 2018 | 9조 3,720억  | 3    |
| 2019 | 11조 42억    | 3    |
| 2020 | 11조 1,639억 | 3    |

## 본점 및 지점 현황
- 본점: 서울특별시 종로구 통일로 134 (평동)
- 정선리조트: 강원특별자치도 정선군 고한읍 물한리길 8

## 같이 보기
- e편한세상
- DL건설
- 고려개발